# Mel Johnson Jr.
Mel Johnson Jr. es un actor y productor cinematográfico estadounidense proveniente de Long Island City, Nueva York.

## Biografía
Johnson logró reconocimiento internacional con su papel de Benny en la película de ciencia ficción de 1990 Total Recall. También registró una aparición en el musical de Broadway On the Twentieth Century y en la obra del Public Theater Two Gentlemen of Verona.
Johnson interpretó el papel de Broca en los dos episodios finales del seriado Star Trek: Deep Space Nine, "The Dogs of War" y "What You Leave Behind". Apareció como invitado en otras series como The Munsters Today, The Fresh Prince of Bel-Air y The Practice. Otros créditos cinematográficos del actor incluyen películas como Off the Mark, American Blue Note, Murder By Numbers, Hideous!, Archibald the Rainbow Painter y In the Shadow of the Cobra.

## Filmografía

### Teatro
- On the Twentieth Century (1978–1979)
- Eubie! (1978–1979)
- The Rink (1984)
- Rap Master Ronnie (1984)
- Big Deal (1986)
- The Lion King (1997–presente)
- Hot Feet (2006)
- Jekyll & Hyde (2013)
- Kiss Me, Kate (2019)

### Cine
- Eubie! (1981)
- Off the Mark (1987)
- American Blue Note (1989)
- Murder by Numbers (1990)
- Total Recall (1990)
- Intimate Stranger (1991)
- Hideous! (1997)
- Archibald the Rainbow Painter (1998)
- In the Shadow of the Cobra (2004)

Como productor:
- Ragdoll (1999)
- The Horrible Dr. Bones (2000)
- Killjoy (2000)
- The Vault (2000)

### Televisión
- Gimme a Break! (1985)
- The New Mike Hammer (1986)
- My Two Dads (1988)
- Police Story: The Watch Commander (1988)
- Designing Women (1989)
- Life Goes On (1989)
- The Munsters Today (1991)
- On the Air (1992)
- The Fresh Prince of Bel-Air (1994)
- New York Undercover (1997)
- Liberty! The American Revolution (1997)
- The Practice (1998)
- Sunset Beach (1999)
- Star Trek: Deep Space Nine (1999)
- Sheena (2001)
- Jessica Jones (2018)